# Gare de La Ferté-Saint-Aubin
Pour les articles homonymes, voir Gare de La Ferté et Gare de Saint-Aubin.
La gare de La Ferté-Saint-Aubin est une gare ferroviaire française de la ligne des Aubrais - Orléans à Montauban-Ville-Bourbon, située sur le territoire de la commune de La Ferté-Saint-Aubin, dans le département du Loiret, en région Centre-Val de Loire.
C'est une gare de la Société nationale des chemins de fer français (SNCF) desservie par les trains des réseaux TER Nouvelle-Aquitaine et TER Centre-Val de Loire.

## Situation ferroviaire
Établie à 106 m d'altitude, la gare de La Ferté-Saint-Aubin est située au point kilométrique (PK) 144,110 de la ligne des Aubrais - Orléans à Montauban-Ville-Bourbon entre la gare ouverte de Saint-Cyr-en-Val - La Source et de Lamotte-Beuvron. Autrefois avant Lamotte-Beuvron se trouvait la gare de Vouzon.

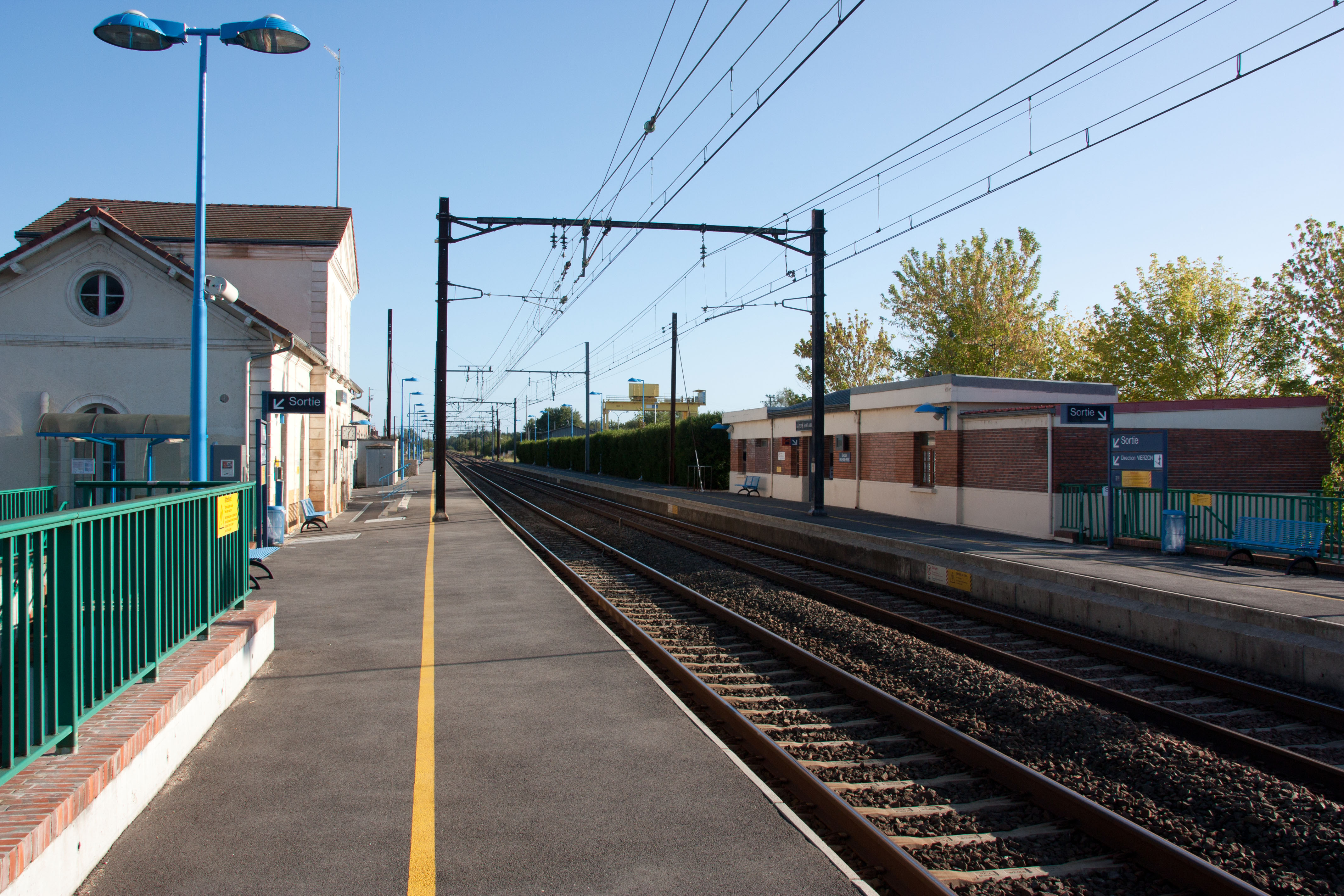
Vue générale de la gare.

## Histoire
La gare est ouverte le 20 juillet 1847.

## Service des voyageurs

### Accueil
Gare SNCF, elle dispose d'un bâtiment voyageurs avec guichet (équipé PMR et rampe d'accès) et de distributeurs automatiques de titres de transport régionaux.
Elle est équipée de deux quais latéraux : le quai 1 dispose d'une longueur utile de 349 m et le quai 2 d'une longueur utile de 350 m. Les deux quais possèdent un abri voyageurs. Le changement de quai se fait par un passage souterrain.

### Dessertes
En 2012, la gare est desservie par la relation commerciale Orléans - Vierzon - Châteauroux - Limoges (TER Nouvelle-Aquitaine et TER Centre-Val de Loire) et par la relation commerciale Bourges - Orléans (TER Centre-Val de Loire). La desserte est assurée en grande partie par des automotrices Z 7300 et Z 21500 et parfois par l'automoteur B 81500.

### Intermodalité
Un parking pour les véhicules et les vélos y est aménagé.

## Service des marchandises
Cette gare est ouverte au service du fret.

## Galerie de photos

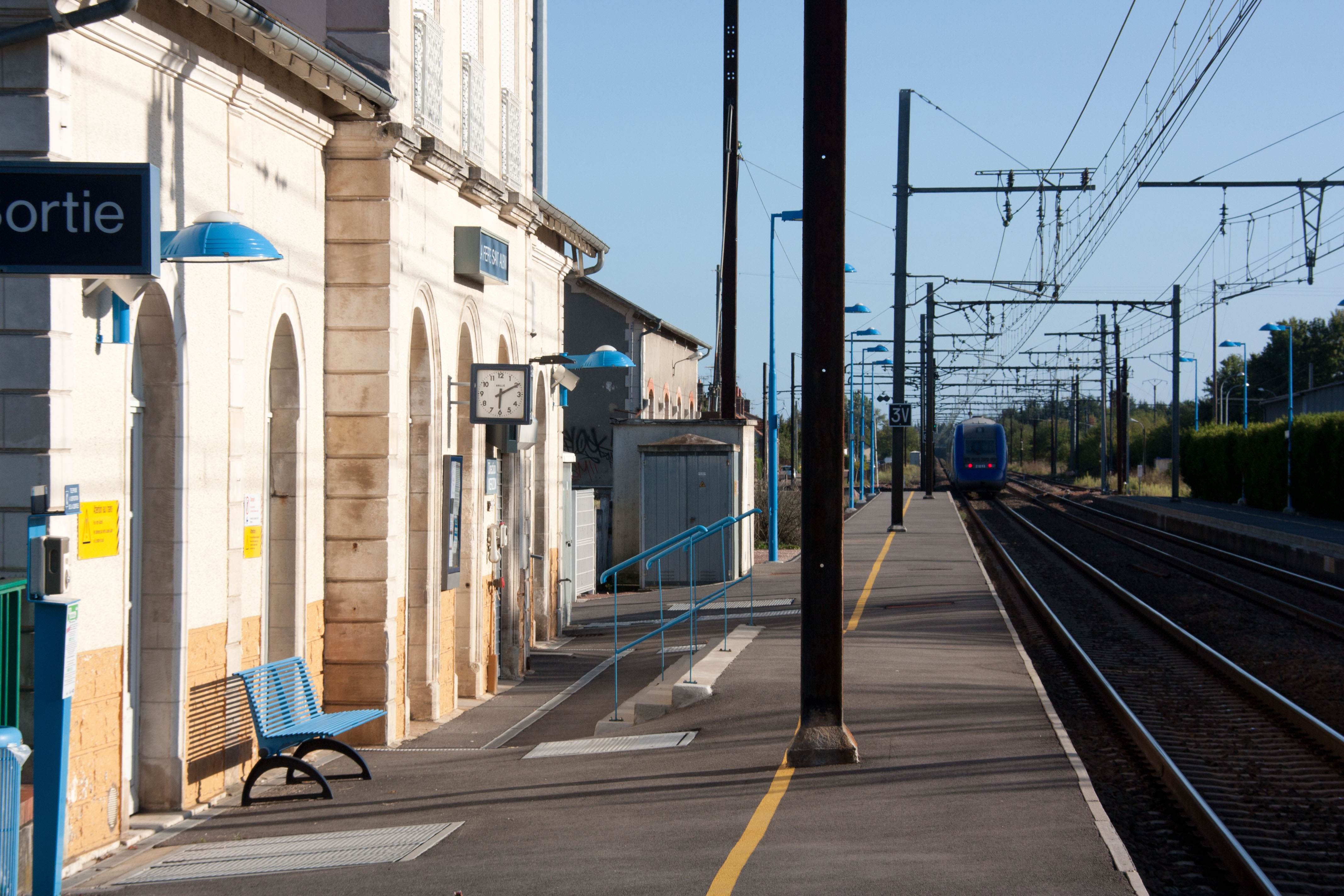
Vue en direction de Vierzon.
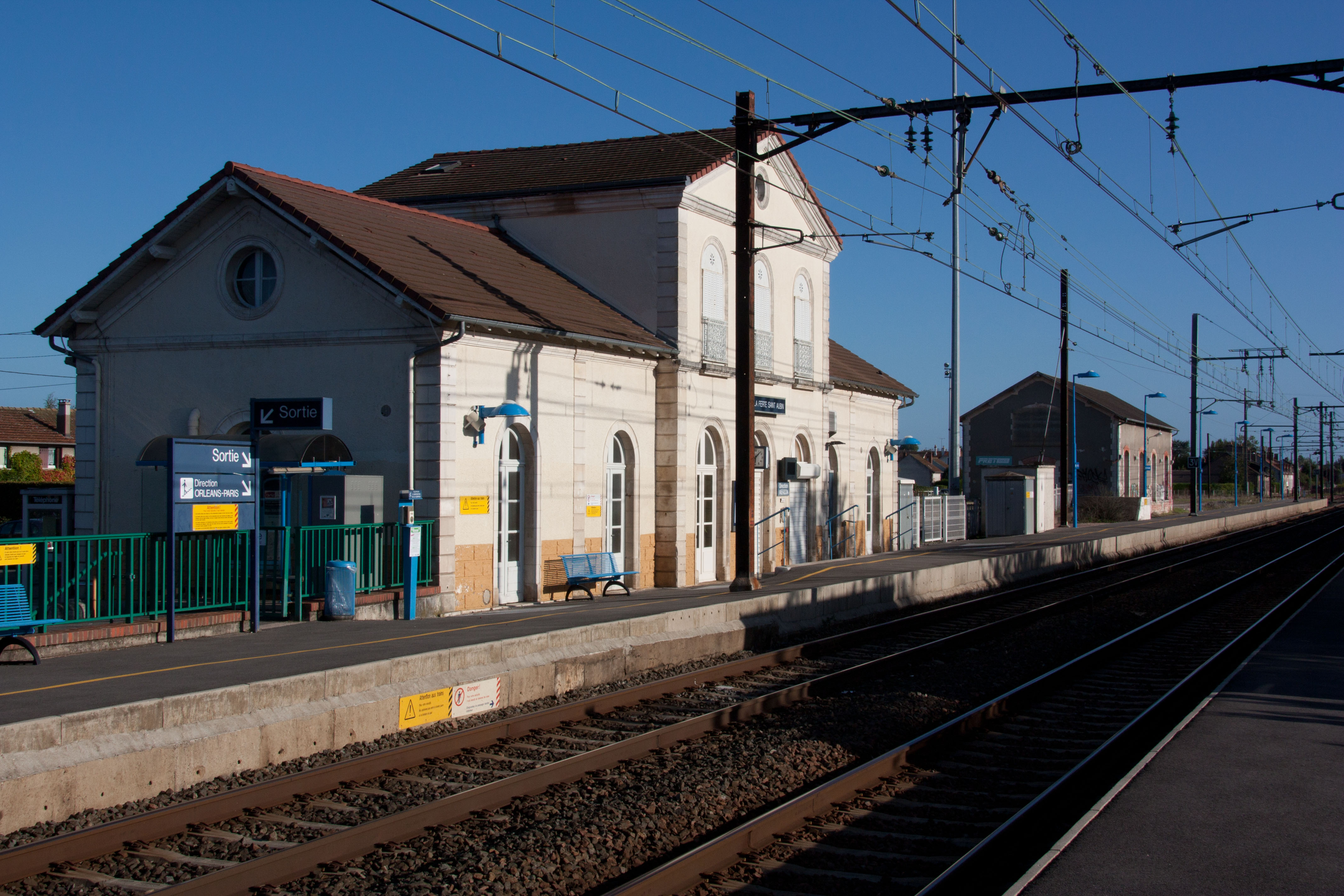
Vue du bâtiment voyageurs.
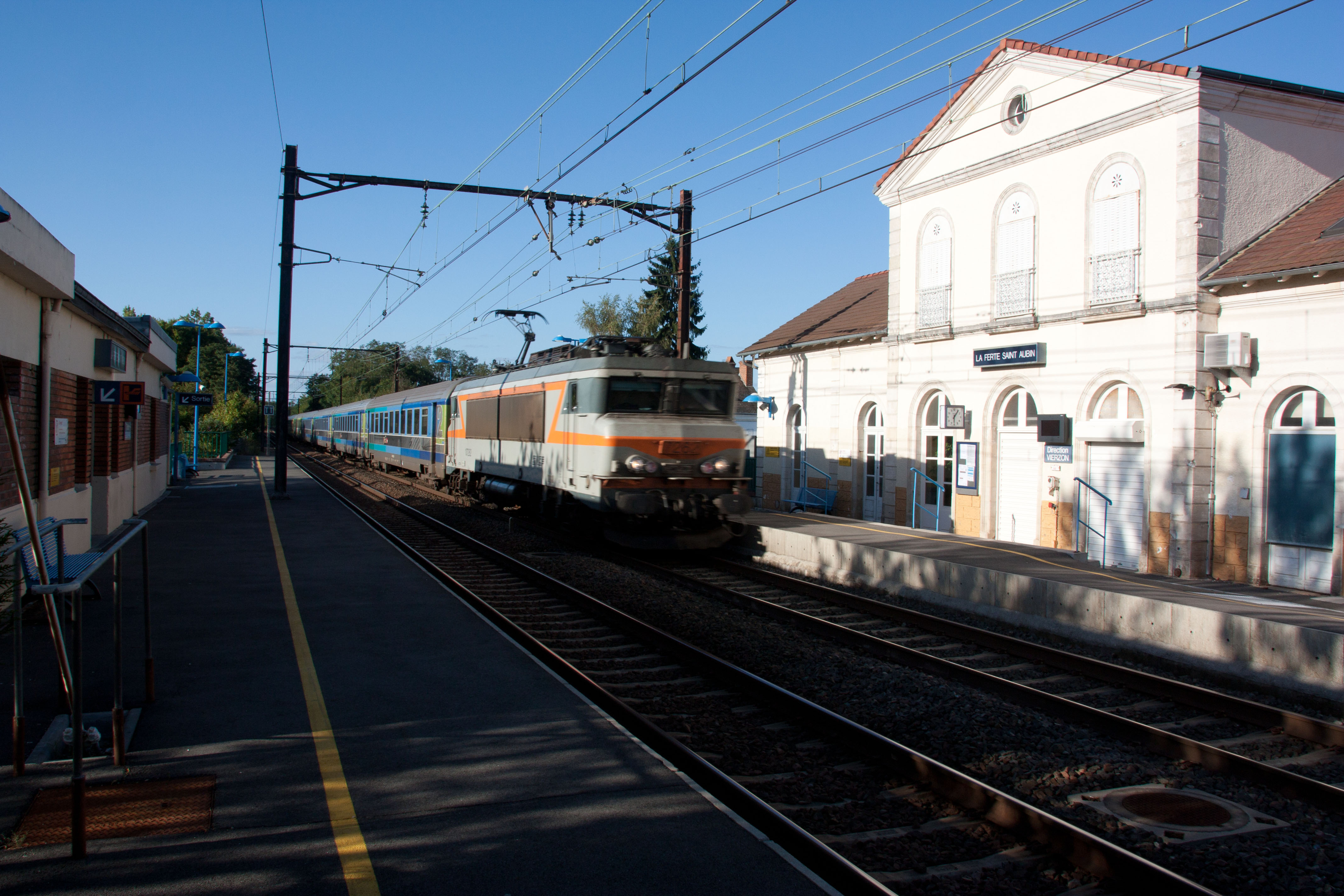
Passage du train Intercités n° 3657.
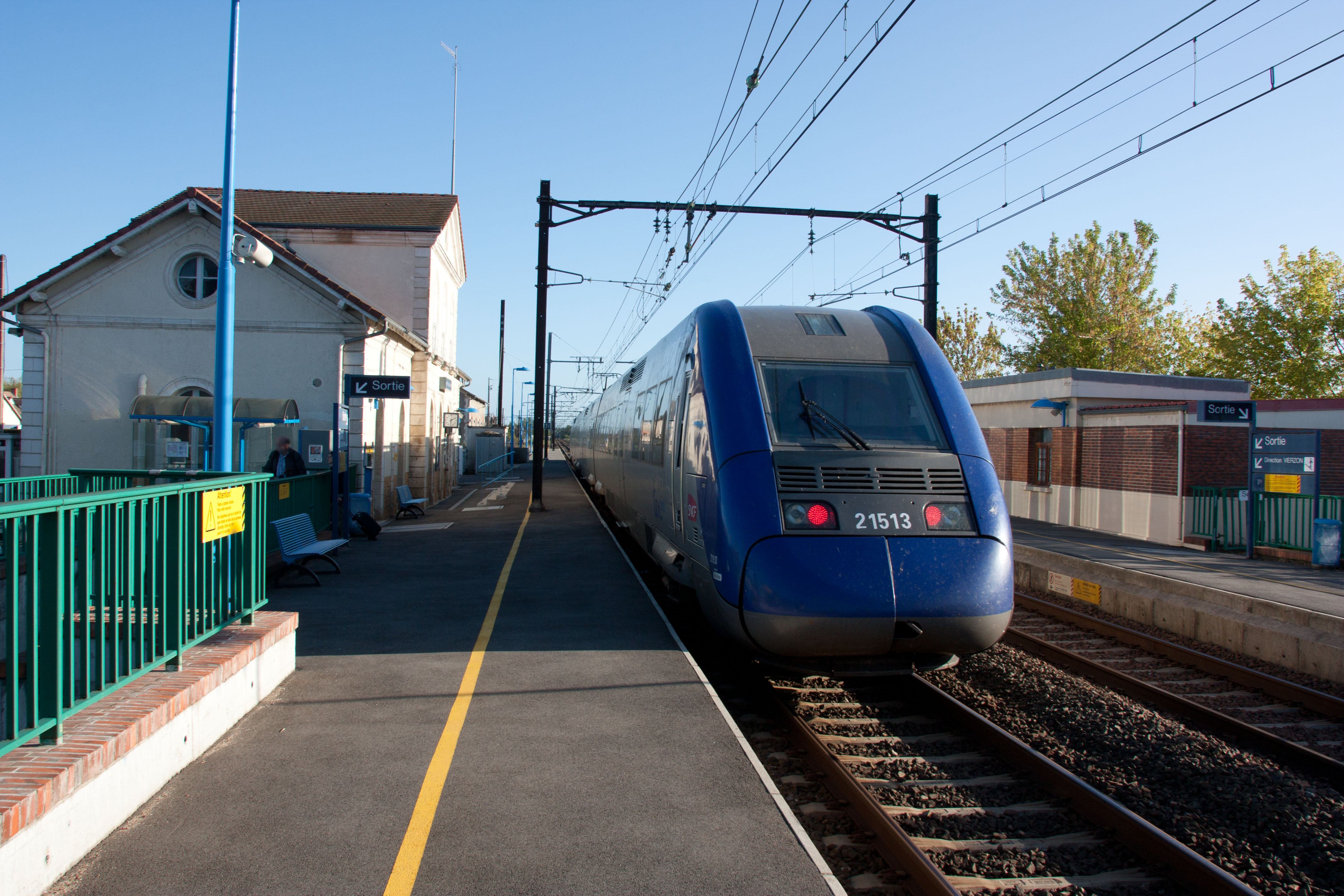
L'automotrice Z 21513 à quai.